# خدمات آمبولانس ایرلند شمالی

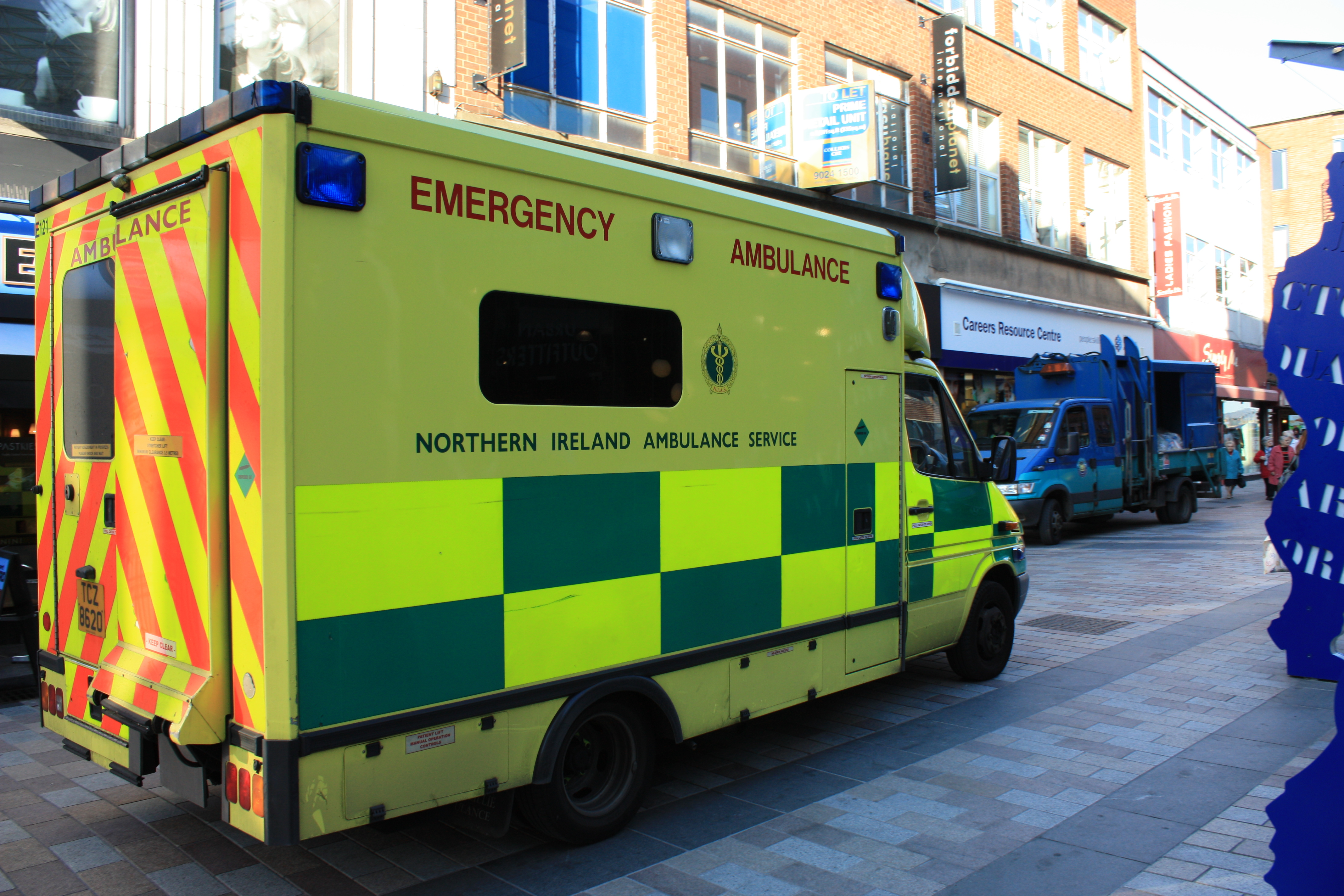
آمبولانسی در «خیابان آن»، اکتبر ۲۰۰۹

خدمات آمبولانس، سلامت و مراقبت‌های اجتماعی ایرلند شمالی (انگلیسی: Northern Ireland Ambulance Service Health and Social Care Trust) که به‌اختصار «NIAS» نامیده می‌شود، یک سازمان خدمت‌رسانی و ارائه آمبولانس است که کلِ ایرلند شمالی (حدود ۱٫۸ میلیون نفر) را تحت پوشش دارد.
همچون سایر خدمات آمبولانس در بریتانیا، خدمات این سازمان مجانی است و بودجه و هزینه‌های خود را از طریق مالیات تأمین می‌کند.
این سازمان در حدود ۳۰۰ خودروی آمبولانس مشتمل بر مینی‌بوس، وانت‌بار، خودروهای پشتیبانی، خودروی‌های پزشک اورژانس (RRVs) و آمبولانس‌های سوانح و اورژانس در اختیار دارد و در حدود ۱٬۱۰۰ کارمند در ۵۷ ایستگاه امدادرسانی، ۲ مرکز کنترل (اورژانس و غیراورژانس) و یک مرکز آموزشی محلی آمبولانس دارد و ۵ منطقه اصلی را پوشش می‌دهد.
خدمات آمبولانس ایرلند شمالی در حدود ۱۴۰٬۰۰۰ تماس تلفنی اورژانس در سال دریافت می‌کند.